# هليلج حريري
هليلج حريري (الاسم العلمي:Terminalia sericea) هو نوع من النباتات يتبع جنس الهليلج من الفصيلة القمبريطية.